# Zospeum
Zospeum es un género de caracoles terrestres que respiran aire,  moluscos gasterópodos pulmonados de la familia Ellobiidae. Son de pequeño tamaño y su hábitat es exclusivamente hipogeo. El género está presente en zonas kársticas del norte de la península ibérica, los Alpes y la región balcánica 

## Especies
Las especies dentro del género Zospeum incluyen:
- Zospeum allegrettii Conci, 1956
- Zospeum alpestre (Freyer, 1855)
- Zospeum amoenum (Frauenfeld, 1856)
- Zospeum bellesi E. Gittenberger, 1973
- Zospeum biscaiense Gómez & Prieto, 1983
- Zospeum cariadeghense Allegretti, 1944
- Zospeum exiguum Kušcer, 1932
- Zospeum frauenfeldii (Freyer, 1855)
- Zospeum galvagnii Conci, 1956
- Zospeum globosum Kušcer, 1928
- Zospeum isselianum Pollonera, 1887
- Zospeum kusceri Un.J. Wagner, 1912
- Zospeum lautum (Frauenfeld, 1854)
- Zospeum obesum (Frauenfeld, 1854)
- Zospeum percostulatum Alonso, Prieto, Quiñonero-Salgado & Rolán, 2018[1]
- Zospeum pretneri Bole, 1960
- Zospeum schaufussi Frauenfeld, 1862
- Zospeum spelaeum (Rossmässler, 1839)
- Zospeum suarezi E. Gittenberger, 1980
- Zospeum subobesum Bole, 1974
- Zospeum tholussum Weigand, 2013[2]
- Zospeum turriculatum Allegretti, 1944
- Zospeum trebicianum Stossich, 1899
- Zospeum vasconicum Prieto, De Winter, Weigand, Gómez & Jochum, 2015[3]
- Zospeum zaldivarae Prieto, De Winter, Weigand, Gómez & Jochum, 2015